# Hajnówka (gemeente)
De gemeente Hajnówka is een landgemeente in het Poolse woiwodschap Podlachië, in powiat Hajnowski.
De zetel van de gemeente is in Hajnówka.
Op 30 juni 2004 telde de gemeente 4349 inwoners.

## Oppervlakte gegevens
In 2002 bedroeg de totale oppervlakte van gemeente Hajnówka 293,15 km², waarvan:
- agrarisch gebied: 37%
- bossen: 56%

De gemeente beslaat 18,05% van de totale oppervlakte van de powiat.

## Demografie
Stand op 30 juni 2004:
| Omschrijving                   | Totaal | Totaal | Vrouwen | Vrouwen | Mannen | Mannen |
| ------------------------------ | ------ | ------ | ------- | ------- | ------ | ------ |
| eenheid                        | aantal | %      | aantal  | %       | aantal | %      |
| inwoners                       | 4349   | 100    | 2215    | 50,9    | 2134   | 49,1   |
| bevolkingsdichtheid (inw./km²) | 14,8   | 14,8   | 7,6     | 7,6     | 7,3    | 7,3    |

In 2002 bedroeg het gemiddelde inkomen per inwoner 1233,01 zł.

## Sołectwo
Bielszczyzna, Borek, Mochnate, Łozice, Pasieczniki Duże, Dubicze Osoczne, Borysówka, Progale, Chytra, Kotówka, Stare Berezowo, Puciska, Czyżyki, Wasilkowo, Nowoberezowo, Wygoda, Rzepiska, Nowokornino, Dubiny, Postołowo, Topiło, Nowosady, Trywieża, Lipiny, Orzeszkowo.

## Overige plaatsen
Basen, Bokówka, Dubińska Ferma, Golakowa Szyja, Majdan, Mikołajowy Las, Nowe Berezowo, Nowe Kornino, Olchowa Kładka, Olszyna, Pasieczniki Wielkie, Pasieczniki-Stebki, Przechody, Sacharewo, Sowiny Grunt, Skryplewo, Smolany Sadek, Sorocza Nóżka, Sosnówka, Wygon, Zwodzieckie.

## Aangrenzende gemeenten
Białowieża, Czyże, Dubicze Cerkiewne, Narew, Narewka.
De gemeente grenst aan Wit-Rusland.